# Cayetano Hilario Abellan

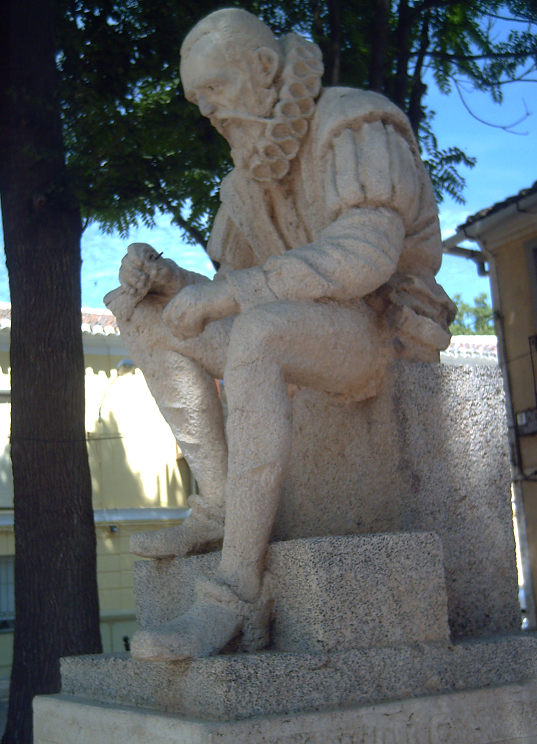
El escritor Miguel de Cervantes

Cayetano Hilario Abellán (nacido el 21 de mayo de 1916 en Argamasilla de Alba, Castilla-La Mancha, España – murió en 1997) fue un escultor autodidacta que produjo esculturas de diferentes temáticas. Su trabajo más conocido es el conjunto escultórico de personajes de la novela Don Quijote (El Ingenioso Hidalgo Don Quijote de la Mancha) de Miguel de Cervantes.

## Biografía
Hijo de Cayetano Hilario, alcalde de Argamasilla de Alba durante la II República y la guerra civil española, y Juliana Abellán, fue el tercero de seis hermanos. Se afilió con el partido comunista durante la dictadura de Franco. Cayetano, como muchos otros que lucharon contra los fascistas en la guerra civil española fue a prisión durante los años 1944—1945. Perdió a uno de sus hermanos durante la guerra, Julián Hilario.
Su pasión por la escultura viene de niño, cuando tallaba piedras y madera para entretenerse. Comenzó su carrera como albañil y en sus ratos libres aprendía por sí solo el arte de la escultura, no sería hasta el final de la guerra civil cuando pudo cambiar su profesión a la escultura. Su obra, de temática quijotesca, religiosa o costumbrista, pueden ser vistas en Argamasilla de Alba y otros pueblos de los alrededores. Su fuente principal de inspiración era el libro Don Quijote de la Mancha, el cual se cree que fue escrito en parte en Argamasilla de Alba. Cayetano ayudó en la restauración de la Cueva-prisión de Medranocueva de Medrano, la prisión donde se dice que Cervantes empezó escribir el libro mientras estaba prisionero.
Debido a sus ideales políticos, durante la dictadura franquista le fue denegado en una ocasión el premio de un concurso en el que fue ganador, pero Cayetano, como otros muchos en Argamasilla de Alba que sufrieron la guerra y la postguerra, era un hombre pacífico que respetaba las opiniones de los demás, en sus palabras propias: «soy amigo con todo el mundo y todo el mundo es mi amigo. Tengo amigos de todas las ideologías. Soy un hombre tradicional y religioso. Entiendo la política como una lucha de ideas, no como un camino de violencia.»
Debido a su carrera artística, el ayuntamiento le nombró Hijo Predilecto de la ciudad el 7 de septiembre de 1979.
Se casó con Cristina Torres, con la que tuvo cuatro hijos. Cayetano murió en 1997. En 2016 se erigieron dos placas conmemorativas que recuerdan los lugares donde Cayetano Hilario vivió y trabajó en Argamasilla de Alba.

## Obra
La obra de Hilario están en su mayoría en lugares públicos de varias ciudades y pueblos en la región de La Mancha. El resto de sus piezas pertenece a dueños privados. Siendo un admirador de Auguste Rodin y las esculturas de Miguel Ángel, así como un lector insaciable de las novelas de Cervantes, Cayetano Hilario basa parte de su creación artística en la materialización de los personajes  principales del libro de Cervantes, a los que esculpe a tamaño natural. Para hacer tal labor,  utilizó como modelos a personas próximas, como sus amigos o familiares.

### Don Quijote
Este grupo escultórico, inspirado en el libro de Don Quijote de la Mancha, consta de cuatro piezas maestras: Don Quijote, Sancho Panza, Dulcinea del Toboso y el escritor Miguel de Cervantes. Estas esculturas fueron colocadas en plazas y lugares públicos en el pueblo natal del autor.
Podemos admirar en este grupo de esculturas a un Don Quijote, que representa al honorable caballero cuando aun era Alonso Quijano.  Es representado como un habitante del pueblo, quién más tarde devendría un caballero idealista que quiere lucha contra las injusticias del mundo.  La escultura nos muestro a Alonso Quijano mientras está leyendo un de sus incontables libros de caballeros, con un brazo en alto y mirando arriba, imaginando sus próximas aventuras.

### Sancho Panza
La figura de Sancho Panza parece ser inspirada en un modelo local también. Sancho está llevando vino y queso, los cuales son productos típicos de esta área.

### Dulcinea del Toboso
La escultura de Aldonza Lorenzo nombrada como Dulcinea del Toboso por Don Quijote. Esta escultura ha sido modelada por el Escultor como una mujer joven con un canto lleno de agua en una actitud segura hacia el futuro.

### Cervantes
El Autor completa este grupo escultórico con su trabajo del escritor Miguel de Cervantes. Podemos admirar esta gran obra maestra del escritor español del siglo XVI en la foto. El Escritor está sentado y tiene una actitud pensativa. Una de sus manos está sujetando un papel enroscado y podemos apreciar su otra mano mutilada, la cual dio al famoso escritor el apodo de "el manco de Lepanto".

### Otras esculturas en honor a escritores y trabajos del campo
Otras esculturas creadas por el mismo Artista fueron hechas en honor a conocidos escritores como Azorín y los poetas Miguel Hernández y Vicente Cano, y otras piezas hechas en reconocimiento de varias profesiones típicas del país, como El Pastor, El Segador o La cosecha de la uva, La profesora nacional y Músicos.